# Warsaw Unit

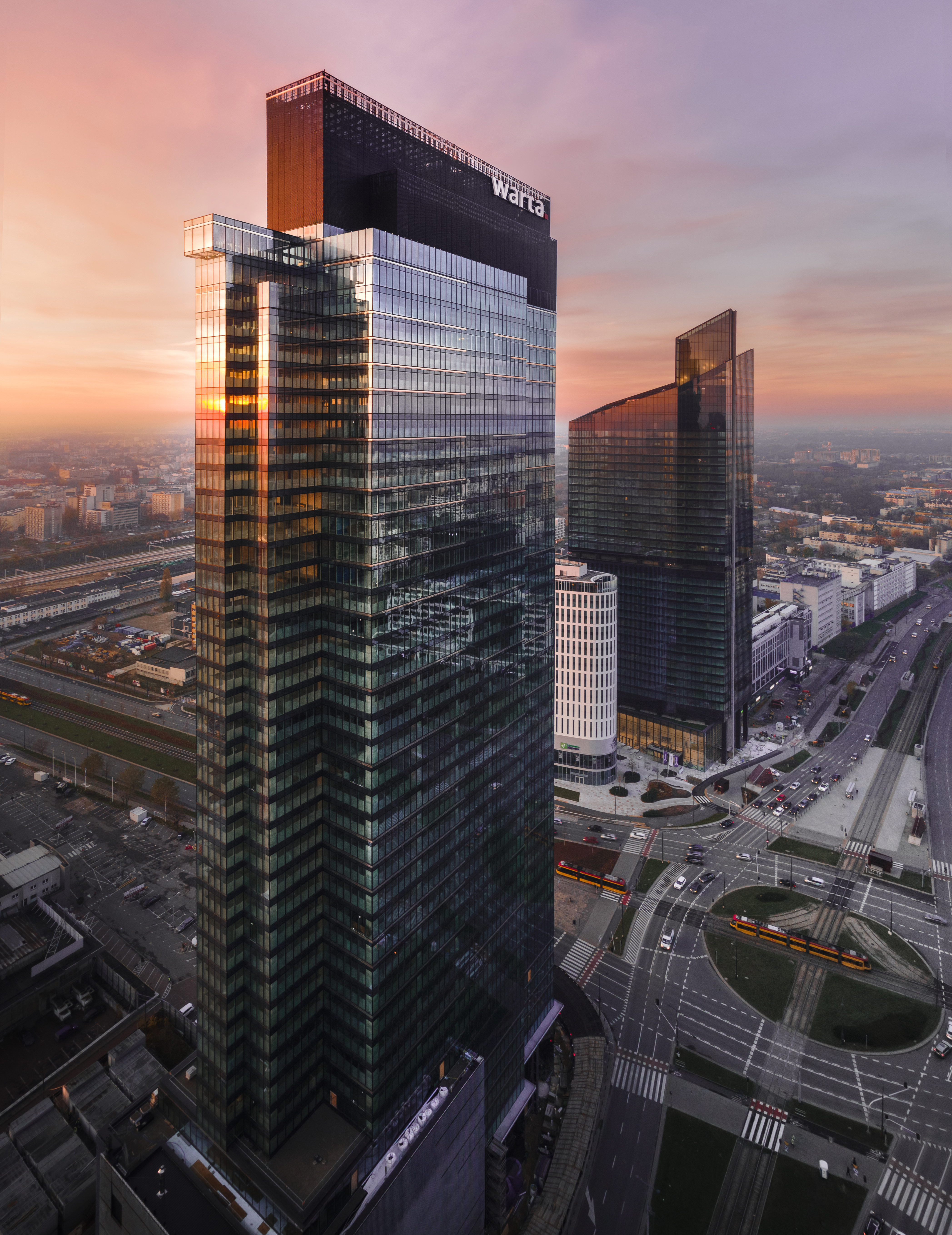
Warsaw Unit im März 2021

Das Warsaw Unit (vormals: Spinnaker) ist ein Warschauer Bürohochhaus. Es liegt an der Kreisverkehrskreuzung Rondo Daszyńskiego im Stadtdistrikt Wola. Die Bezeichnung des Gebäudes nimmt nach Angaben des Bauherrn Bezug auf den Baustil der Unité d’Habitation von Le Corbusier. Ursprünglich trug das Projekt den Namen Spinnaker, der im November 2018 geändert wurde. Der Entwickler des Projektes ist die polnische Niederlassung des belgischen Unternehmens Ghelamco. Die Bauarbeiten wurden im Jahr 2021 abgeschlossen.

## Architektur
Das Hochhaus hat eine Dachhöhe von 180 Metern. Mit der technischen Ausstattung auf dem Dach beträgt die Gesamthöhe 202 Meter. Auf 45 Stockwerken sind 57.000 m² Bürofläche entstanden. Die Baukosten betragen rund 200 Mio. Euro. Verantwortliches Architekturbüro ist Projekt Polsko-Belgijska Pracownia Architektury.
Ein Element der Fassade an der ul. Prosta ist die Installation einer sogenannten „Dragon Skin“ (deutsch etwa: Drachenhaut). Dieses Fassadenteil besteht aus mehreren tausend beweglichen Fliesen und wird durch den Wind ständig neu geformt.
Ebenfalls am Rondo Daszyńskiego sind weitere Bürohochhäuser errichtet worden: The Warsaw Hub, Skyliner und Generation Park. In einer Entfernung von 150 Metern (an der ul. Towarowa) befindet sich das Warsaw Spire.